# Koneser
Koneser (wł. La migliore offerta) – włoski melodramat z 2013 roku w reżyserii Giuseppe Tornatore. Film został wyprodukowany przez studio filmowe Warner Bros.
Światowa premiera filmu miała miejsce 1 stycznia 2013 roku, natomiast w Polsce premiera filmu odbyła się 2 sierpnia 2013 roku.

## Fabuła
Virgil Oldman (Geoffrey Rush) jest dyrektorem domu aukcyjnego. Wiedzie samotnicze życie wśród luksusów i potajemnie gromadzi własną kolekcję dzieł sztuki. Poukładany świat Oldmana zaczyna się nagle rozpadać, gdy w dniu swoich 63. urodzin dostaje telefoniczne zlecenie od tajemniczej młodej kobiety. Claire Ibbetson (Sylvia Hoeks), dziedziczka wielkiej fortuny, powierza mu sprzedaż zbioru rodzinnych antyków, ale nie zgadza się na osobiste spotkanie. Nowe obowiązki i fascynacja milionerką prowadzą Virgila do wspaniałych rezydencji w Rzymie, Wiedniu i Pradze.

## Obsada
- Geoffrey Rush jako Virgil Oldman
- Jim Sturgess jako Robert
- Sylvia Hoeks jako Claire Ibbetson
- Donald Sutherland jako Billy Whistler
- Philip Jackson jako Fred
- Dermot Crowley jako Lambert
- Liya Kebede jako Sarah
- Kiruna Stamell jako Nana

## Produkcja
Zdjęcia kręcono we Włoszech, Czechach i Austrii w następujących lokacjach:
- Emilia-Romania (Fidenza w prowincji Parma);
- Friuli-Wenecja Julijska (Triest; Camino al Tagliamento w prowincji Udine);
- Lombardia (Mediolan);
- Trydent-Górna Adyga (Bolzano, Auer, Merano);
- Praga;
- Wiedeń[2][3].

## Nagrody i wyróżnienia
Nagroda David di Donatello
- Najlepszy film
- Najlepszy reżyser (Giuseppe Tornatore)
- Najlepsza scenografia (Maurizio Sabatini i Raffaella Giovannetti)
- Młody David
- Najlepszy temat muzyczny (Ennio Morricone)
  - Nominacje do nagrody w następujących kategoriach:
    - Najlepszy scenariusz
    - Najlepszy producent (Isabella Cocuzza i Arturo Paglia)
    - Najlepsze zdjęcia (Fabio Zamarion)
    - Najlepsza charakteryzacja
    - Najlepsze fryzury (Stefano Ceccarelli)
    - Najlepsze zdjęcia
    - Najlepszy dźwięk (Gilberto Martinelli)

Europejskie Nagrody Filmowe
- Najlepsza muzyka (Ennio Morricone)
  - Nominacje
    - Najlepszy film
    - Najlepszy reżyser (Giuseppe Tornatore)
    - Najlepszy scenariusz (Giuseppe Tornatore)
    - Nagroda publiczności

Globo d'oro
- - Nominacje 
    - Najlepsze zdjęcia
    - Najlepsza muzyka

Nastro d’argento
- Najlepszy reżyser
- Najlepszy producent
- Najlepsza scenografia
- Najlepsze kostiumy
- Najlepszy temat muzyczny
- Najlepszy montaż
  - Nominacje
    - Najlepszy scenariusz
    - Najlepsze  do nagrody w następujących kategoriach:zdjęcia
    - Najlepszy dźwięk